# Mazurka

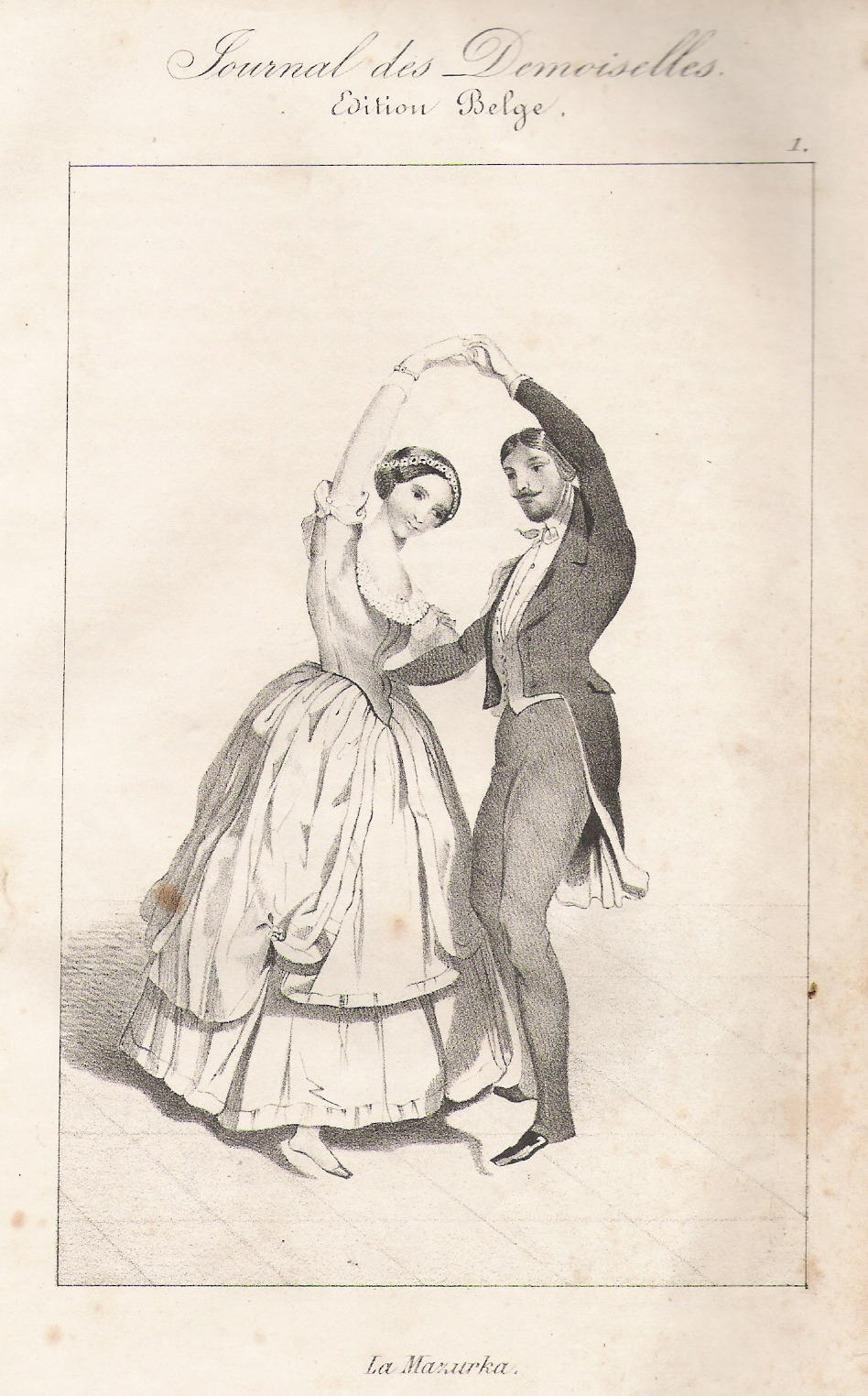
Darstellung einer Mazurka aus dem Journal des Demoiselles, 1845

Die Mazurka (veraltete alternative Schreibweise: Masurka) ist ein aus Polen stammender stilisierter Tanz im mäßig langsamen bis sehr raschen Dreiertakt.

## Name
Der Name Mazurka leitet sich von der polnischen Landschaft Masowien (Polnisch: Mazowsze) ab. Weitere Namen sind Warschauer (Varsovienne), Air en Polonaise (Leipzig 1736), Polka Mazurka, Masollka (Tirol),  Flohbeutler (Steiermark), Tramplan (Kärnten), Wiener Walzer (Oberösterreich), Cevvee (Niederösterreich), Flohschüttler und Baaschlenkerer (Deutschland), Mistträppeler, Masollke (Schweiz) und viele andere.

## Geschichte
Der Tanzname Mazurek ist erstmals 1345 belegt. Begünstigt durch die Personalunion Sachsen-Polen (1697 bis 1763) unter August dem Starken und August III. wurden polnische Tänze in Sachsen gefördert. Diese Tänze drangen nur sehr vereinzelt in die bäuerliche Bevölkerung.
Ab 1840 fand die Mazurka erneut Aufnahme in Deutschland, diesmal über Paris, als Gesellschaftstanz in den Salons des Bürgertums, und verbreitete sich nun schnell in Stadt und Land. Der politische Hintergrund war: Polen kämpfte um seine nationale Unabhängigkeit. Etwa gleichzeitig verbreitete sich auch die Varsovienne (Warschauer). Gegen Ende des 19. Jahrhunderts taucht die Mazurka in den Tanzheften alpenländischer Musikanten auf, sie wird ab 1900 häufiger.

## Musik
Generell steht die Mazurka im 3/4-Takt. Besonderes Erkennungsmerkmal in musikalischer Hinsicht ist einerseits die Unterteilung der ersten Zählzeit (z. B. punktierte Achtel oder Achtel-Triole) und andererseits (daraus resultierend) die Verschiebung der Betonung auf die zweite Zählzeit.
Weitere Merkmale sind die typische Walzerbegleitung mit einer tiefen Viertelnote (Bass) und zwei darauf folgenden höheren Viertelnoten (Akkord). Zudem typisch ist die häufige Wiederholung von einzelnen Motiven und Themen bis hin zur Wiederholung von ganzen Teilen, die durch einen kontrastierenden Mittelteil getrennt sind. Diese Unterschiede betreffen Begleitung (häufig in Form eines Borduns), Dynamik (meist in piano) und Tonart (durch Aufhebung von Vorzeichen).
International bekannt wurde die Mazurka durch Frédéric Chopin, der an die 60 Mazurkas für Klavier komponierte und diesen Tanz damit auch in die Kunstmusik einführte. Weitere Klavier-Mazurkas stammen von Alexander Skrjabin, später auch von Karol Szymanowski. Die Mitglieder der Wiener Strauss-Dynastie komponierten zahlreiche Orchester-Mazurken, meist als Polka mazur bezeichnet – z. B. Ein Herz, ein Sinn! op. 323 von Johann Strauss (Sohn). Des Weiteren komponierten Alexandre Tansman und der Begründer der modernen Gitarrentechnik Francisco Tárrega Mazurkas. In Heitor Villa-Lobos’ Suite populaire brésilienne für Gitarre ist der erste Satz, ein Choro, eine Mazurka.
Auch die polnische Nationalhymne Mazurek Dąbrowskiego ist eine Mazurka.
Die Melodie steht ursprünglich häufig in Moll. Im alpenländischen Volkstanz finden sich jedoch meist Melodien in Dur, ebenso in der Schweiz, wobei bei dreiteiligen Stücken der zweite Teil manchmal in Moll steht.

## Tanzfiguren
Die Mazurka ist ein Volkstanz, der wie die meisten Volkstänze in verschiedensten Tanzformen überliefert wird, unter anderem in Deutschland, Österreich, der Schweiz, Italien, Frankreich, Schweden, Norwegen, Niederlande, Litauen, auf den Kanaren und bei den Buren in Südafrika.
In Österreich werden drei Hauptformen unterschieden:
- Polka-Mazurka (Masur)
- Warschauer (Varsovienne)
- Freie Mazurkaform (Ländlertyp)

Der grundlegende Mazurkaschritt ist in Tanzbegriffe im Volkstanz erklärt.

## Tanzbeschreibungen

### Polka-Mazurka aus Deutschland
Im „Handbuch des Deutschen Volkstanzes“ dokumentiert Aenne Goldschmidt die folgende Mazurka-Form mit der Anmerkung: „Dieser ‚einschrittige Warschauer‘ hat die Form der sogenannten ‚Polka-Mazurka‘, wie sie früher auch im Gesellschaftstanz der Stadt üblich war.“
Aenne Goldschmidt gibt folgende Tanzbeschreibung:
Gewöhnliche Rundtanzfassung
1. 1 Mazurka-Schritt mit dem Außenfuß
2. 1 Walzer-Schritt mit dem Außenfuß, mit halber Rechtsdrehung

Die wiederholte Figur setzt gegengleich ein. Die Umdrehung kann die
Drehrichtung beibehalten.
Rhythmusschema:
Tänzer: lrr lrl rll rlr
Tänzerin: rll rlr lrr lrl
Goldschmidt, Aenne: Handbuch des Deutschen Volkstanzes. Textband, Berlin
1966(4. Auflage, Heinrichshofen 1981.), S. 208

### Mazurka de Samatan (französische Mazurka)
Eine ursprünglich aus der Gascogne stammende Mazurkaform namens Mazurka de Samatan wird auch in Deutschland in der BalFolk-Szene (und darüber hinaus) gern und viel als französische Mazurka getanzt. Sie besteht aus vier Teilen:
Gewöhnliche Rundtanzfassung
1. dem 1. Mazurkaschritt nach links vom Tänzer, bei dem auf den 3. Schritt leicht gehüpft wird
2. einem Walzerschritt mit einer Viertel-Drehung nach links
3. dem 2. Mazurkaschritt mit einer Rechtsdrehung und direkt angeschlossen
4. einem Walzerschritt mit einer ganzen Drehung nach rechts.

Das Besondere an dieser Mazurka ist, dass in ihrem Verlauf das Paar eine Vierteldrehung nach links und danach eine 5/4-Drehung nach rechts tanzt.
Ähnliche Formen gibt es etwa auch aus dem Schwarzwald.